# 山口隆 (建築家)
山口 隆（やまぐち たかし、1953年 - ）は、日本の建築家、建築理論家。
山口隆建築研究所主宰、日本建築学会正会員、ルーマニア科学アカデミー名誉会員、アジアデザイナー交流協会 (ADP: Asia Designer Communication Platform) 会員。ハーバード大学客員研究員、コロンビア大学客員教授、東京大学客員研究員を経て、現在に至る。

## 来歴
京都市生まれ。京都大学では建築論研究の第一人者である加藤邦男に学ぶ。京都大学大学院工学研究科建築学専攻、博士（工学）。博士論文のテーマ「ピーター・アイゼンマンの建築論 -diagramを巡る主要概念（subject, object）の考察-」。卒業後は建築家安藤忠雄に師事する。
1988年、ピーター・アイゼンマンのパートナーやコロンビア大学出身の建築家と共に理論研究グループARXを結成する。
ARXの理論家として、建築における設計主体の解体という理論を構築し、ニューヨーク、ジュネーブ、ベルリン、リスボン、日本を結び、ネットワーク上における設計活動を始める。
複数の主体がテレコミュニケーショナルに相互干渉する設計手法により、1992年ベルリンシュプレーボーゲン都市開発国際コンペティションに入賞を果たし、ARXの理論を具現化する。こうした新しい試みが、ピーター・アイゼンマンによって評価され、建築理論誌 ANY（1993年）に取り上げられることにより、世界へのデビューを果たす。
「建築とは何か」といった建築論的な問題意識をもち、建築の本質的役割を追求している建築家である。
実作では静謐な作品を創り続ける一方、プロジェクトにおいては、建築にアルゴリズミックデザインを取り入れ、プログラムとロボットテクノロジーを建築に融合させるなど、新たな建築の可能性を探求している。
MIT、プリンストン大学、ミラノ工科大学、清華大学、同済大学など、世界の大学でレクチャーを行っている。

## 教育
2006年に、TYMDL (Takashi Yamaguchi Media Design Lab) を設立。
ハーバード大学、スタンフォード大学、コロンビア大学、MIT、プリンストン大学、清華大学などとワークショップ、レクチャー、シンポジウムを開催。

## 作品
出典:

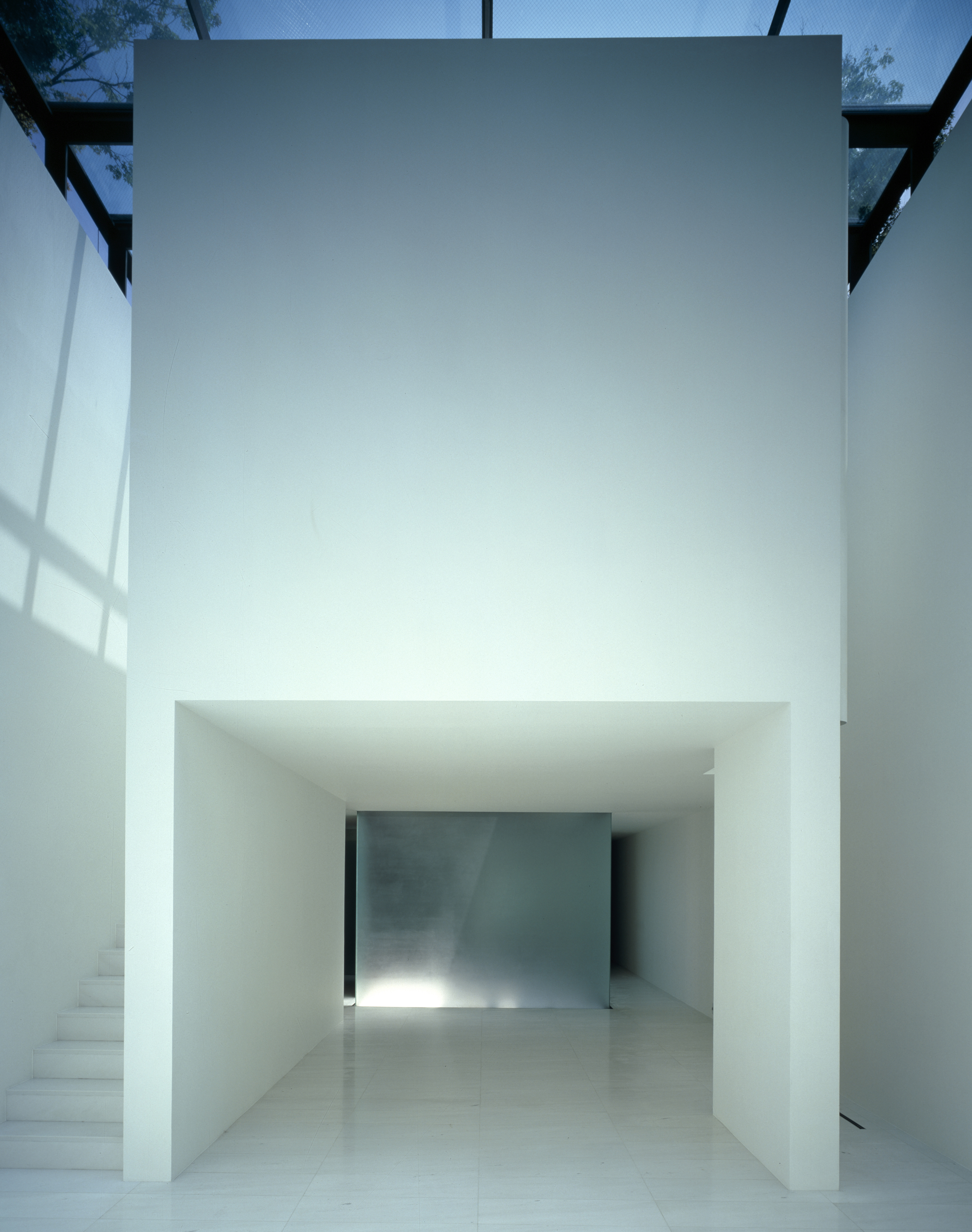
Glass Temple（内部）

- 1998年 Glass Temple（京都市[要出典]）
- 2000年 White Temple（京都府）
- 2004年 Metal Office（京都市）
- 2008年 Silent Office（東京都）
- 2009年 Breathing Factory（大阪府）
- 2010年 House in Ise（三重県）
- 2011年 Parametric Fragment（三重県）
- 2012年 Koshimo+（兵庫県）
- 2012年 S Hotel（東京都）
- 2015年 K House（大阪府）
- 2015年 Tea House（日本、中国）
- 2017年 Topological Folding House（兵庫県）
- 2018年 MOGANA（京都市[要出典]）

## 受賞歴
- 1992年2月 ベルリンシュプレーボーゲン都市開発国際コンペティション入賞（ドイツ、国際建築家連合 (UIA) 公認）、ARXとして参加
- 1999年10月 SD Review 朝倉賞（日本）
- 2001年3月 ベネディクタス賞大賞（アメリカ、アメリカ建築家協会 (AIA) 主催、UIA協賛）
- 2004年6月 リキッド・ストーン：アーキテクチャー・イン・コンクリート展入選（アメリカ、全米建築博物館主催）
- 2005年4月 AD 5 ans Exposition入選（フランス、VOGUE主催）
- 2005年5月 パドヴァ国際建築ビエンナーレ バーバラ カポキン入賞（イタリア、UIA公認）
- 2005年9月 日本建築家協会優秀建築選（日本）
- 2005年9月 日本建築大賞ファイナリスト（日本）
- 2005年10月 グッドデザイン賞（日本）
- 2006年8月 ザルツブルク国際招待指名コンペ STERNBRAUEREI入選（オーストリア）
- 2007年5月 ワールドメディアフェステバル Public Relation 部門 銀賞（ドイツ）
- 2008年10月 グッドデザイン賞（日本）
- 2009年10月 グッドデザイン賞（日本）
- 2011年5月 デダロ・ミノス国際建築賞（イタリア）
- 2011年11月 京都デザイン賞（日本）
- 2012年9月 日本建築家協会優秀建築選（日本）
- 2017年5月 パドヴァ国際建築ビエンナーレ バーバラ カポキン賞入選（イタリア、UIA公認）
- 2018年3月 日本建築設計学会賞（日本）
- 2019年5月 パドヴァ国際建築ビエンナーレ バーバラ カポキン賞入選（イタリア、UIA公認）
- 2019年7月 Architizer A+Awardsファイナリスト（アメリカ）
- 2019年11月 京都デザイン賞（日本）
- 2020年2月 インターナショナル・アーキテクチャー・アワード（アメリカ）

## 国際シンポジウム
- 2004年 北京国際建築ビエンナーレ / 21世紀における都市と建築の新たな形態の創出 / 北京人民芸術劇院
- 2005年 パドヴァ国際建築ビエンナーレ / アーバン・デモクラシー 「良質なる建築と都市」/ イタリアパドヴァ大学
- 2005年 ペルー建築国際会議/ 衝突する時間・建築ー未来への啓蒙 / ペルー カトリック大学
- 2007年 フランチェスコ・ダル・コー 記念シンポジウム / 建築論および建築史を巡って / イタリア文化会館
- 2008年 ケネス・フランプトン 記念シンポジウム / 現代建築批評 ― テクトニックを巡って/ 東京国際交流館
- 2008年 コロンビア大学 Knowledge City - 都市変換 / 大阪産業大学
- 2010年 パドヴァ 国際建築ビエンナーレ バーバラ・カポキン賞 日本巡回展記念シンポジウム / イタリア文化会館
- 2011年 コロンビア大学 アルゴリズミックデザインを越えて / 大阪中之島公会堂
- 2012年 ピーター・アイゼンマン、サンフォード・クインター 記念シンポジウム / 大阪中之島公会堂
- 2015年 MONOZUKURI / 大阪産業大学、高野山大学、東京大学
- 2017年 ROBOTIC ARCHITECTURE －未来の建築はロボットになる－  / グランフロント大阪ナレッジキャピタル
- 2017年 ART vs ARCHITECTURE -Technology-  / グランフロント大阪ナレッジキャピタル
- 2018年 Toward Singularity  / CASO、ASJ TOKYO CELL、京都大学

## 展覧会
- 1992年	ドイツ ベルリンシュプレーボーゲン都市開発国際コンペ入選展 / 議会議事堂, ベルリン
- 1992年	ドイツ ベルリンシュプレーボーゲン都市開発国際コンペ入選展 / ボン国際会議場,ドイツ
- 1992年	ドイツ ベルリンシュプレーボーゲン都市開発国際コンペ入選展 / ニューヨークアーキリーグ,アメリカ
- 1995年	"digit" SPIRAL -Interactivity and Digital Art- / スパイラルホール,東京
- 1998年	山口隆建築展 / Glass Temple, 日本
- 1999年	18回 SD Review / 日本
- 2000年	TAKASHI YAMAGUCHI 展 / アイントフォーフェン工科大学, オランダ
- 2001年	TAKASHI YAMAGUCHI 展 / ヘルシンキ芸術大学, フィンランド
- 2002年	TAKASHI YAMAGUCHI 展 / CAS : Contemporary Art and Spirits, 日本
- 2004年	リキッドストーン展：New Architecture in Concrete / 全米建築博物館, アメリカ
- 2004年	北京国際建築ビエンナーレ / 中国
- 2004年	デザイナーズ ウィーク展 / 日本
- 2005年	AD 5 ans Exposition / フランス国立図書館, パリ, フランス
- 2005年	グッドデザイン賞 展覧会 / 日本
- 2005年	国際ビエンナーレ バーバラ・カポキン賞 展覧会 / パドヴァ, イタリア
- 2006年	ザルツブルク Reinberg 国際コンペティション展覧会 / オーストリア
- 2007年	パラレル日本 -現代日本建築展- 1996-2006 / 東京都写真美術館, 日本
- 2007年	TAKASHI YAMAGUCHI 展 / イオン・ミンク都市工学建築大学, ルーマニア
- 2008年	グッドデザイン賞 展覧会 / 日本
- 2009年	グッドデザイン賞 展覧会 / 日本
- 2009年	Arquitectura Japonesa desde miradas argentinas / アルゼンチン
- 2010年	Contemplating the Void / グッゲンハイム美術館 NY, アメリカ
- 2010年	国際建築ビエンナーレ バーバラ・カポキン賞 日本巡回展 / イタリア文化会館, 日本
- 2011年 デダロ・ミノス国際建築賞展覧会/ イタリア
- 2012年	GA Houses Projects 2012 / GAギャラリー, 日本
- 2012年	Vertical Urban Factory: East Asia Exhibition / ニューヨーク大学, ニューヨーク市, アメリカ
- 2012年	GOD[S] A User's Guide / パリ,フランス
- 2013年	アルゴリズミック建築展 / 大阪
- 2014年	TYMDL映像作品展 / グランフロント大阪北館ナレッジキャピタル,大阪
- 2015年	山口隆建築展 -云里方圆- / 上海,中国
- 2016年	山口隆建築展 -SEXY TECHNOLOGY- / 東京
- 2017年	ROBOTIC ARCHITECTURE－未来の建築はロボットになる－/ 大阪
- 2017年	バルバラ・カポチン国際建築ビエンナーレ / パドヴァ,イタリア
- 2018年	ADP Design Tour in Tokyo / 東京
- 2018年	ADP Design Tour in Hong Kong / 香港
- 2019年	Toward Singularity / 東京、大阪
- 2021年	Subject-Object, QUANTUMETRIC / 東京
- 2022年	Subject-Object, QUANTUMETRIC / 大阪

## 著書
- STRATA vol.1 -TAKASHI YAMAGUCHI- (Gallery O) 1998
- Above Under | Here and There (王立アイントホーフェン工科大学出版会) 2000
- ネットワークプラクティス: 建築とデザインにおける新たな戦略（鹿島出版会、Network Practices: Japanese translation）2014。ISBN : 978-4306046016
- Diagram-Side Out (株式会社総合資格) 2016。ISBN: 978-4864171861
- ROBOTECTONIC（株式会社総合資格）2020。ISBN: 978-4864173452
- アイゼンマンの建築論+QUANTUMETRIC（株式会社総合資格）2021。ISBN: 978-4864174251
- QUANTUMETRIC（株式会社総合資格）2022。ISBN: 978-4864174824

## 出版
- 1993年 Architecture New York: ANY / US
- 1999年 l'architecture d'aujourd'hu : AA / France
- 1999年 Lotus International / Italy
- 1999年 Aspa / Netherlands
- 1999年 Oz Journal / US
- 1999年 DETAIL / Germany
- 2000年 METROPOLIS / US
- 2001年 DETAILS IN ARCHITECTURE / Netherlands
- 2001年 Deutsche BauZeitschrift / Germany
- 2001年 Lotus International / Italy
- 2001年 ARCHITECTURAL RECORD / US
- 2001年 l'ARCA / Italy
- 2002年 Techniques architecture / France
- 2002年 Oz Journal / US
- 2002年 CASABELLA / Italy
- 2002年 l'architecture d'aujourd'hui / France
- 2002年 1000 Architects / Australia
- 2002年 Minimal Architecture / Spain
- 2002年 DETAIL / Germany
- 2002年 wallpaper / UK
- 2003年 Architecture Viva / Spain
- 2003年 Architectural Digest / France
- 2003年 Religious : Spiritual Buildings / UK
- 2003年 Social Spaces / Australia
- 2004年 DETAIL / Germany
- 2004年 VOGUE / France
- 2004年 New Sacred Architecture / UK, Spain
- 2005年 Meditative Spaces / UK, US, Japan
- 2005年 DETAIL / Germany
- 2005年 Kosmos / US
- 2005年 Architecture+ / UAE
- 2005年 COLORFULNESS / China
- 2005年 Office Space / Spain
- 2005年 ECHO / Ukraina
- 2005年 l'ARCA / Italy
- 2005年 ELLE Decor / Russia
- 2005年 Architexture / Romania
- 2005年 Architects' Journal / UK
- 2006年 Architexture / Romania
- 2006年 Specifier Magazine/ Australia
- 2006年 ABITARE / Italy
- 2006年 The Best Interior Magazine / Moscow
- 2006年 CASABELLA / Italy
- 2006年 Deutsche BauZeitschrift / Germany
- 2007年 JA -Japan Architects- / Japan
- 2007年 CASABELLA / Italy
- 2007年 + arquitectura / Portugal
- 2007年 New Oriental Style / Japan
- 2007年 Arhitectura / Romania
- 2008年 Work. Best of Interior Design / Germany
- 2008年 21st Century Architecture / UK
- 2008年 Igloo / Finland
- 2008年 Block Magazine / Canada
- 2008年 Loft - Wrought Iron / Spain
- 2008年 1000 landscape / Germanys
- 2009年 architecture & interiors DETAIL / Korea
- 2009年 Architecture & Detail / China
- 2009年 DOMES Architecture Review / Greece
- 2009年 Katei Gaho International Edition
- 2009年 FRAME / Netherlands
- 2009年 The Dictionary of Visual Language / HK
- 2009年 21st Century World Architecture / China
- 2009年 Hinge / HK
- 2009年 Closer to God / Germany
- 2010年 21st Century Houses / Australia
- 2010年 Hinge / HK
- 2010年 GA HOUSES 119 / Japan
- 2011年 GA HOUSES 122 / Japan
- 2011年 MARU / Korea
- 2011年 Urbanism and Architecture / China
- 2012年 cenTras / Lithuania
- 2012年 GA HOUSES 125 / Japan
- 2012年 2012 COMFORTABLE HOUSES / China
- 2014年 Encyclopedia of Detail in Facade / China
- 2014年 DETAIL / Germany